# Bert Lee
Albert George Lee, född 11 juni 1880 i Ravensthorpe, England, död 23 januari 1946 i Llandudno, Wales, var en engelsk sångtextförfattare och kompositör.
Han samarbetade med R. P. Weston och de skrev mer än 2000 sånger tillsammans.